# Contea di Cili
La contea di Cili (慈利县S, Cílì XiànP) è una contea della Cina, situata nella provincia di Hunan e amministrata dalla prefettura di Zhangjiajie.